# 병곡항
병곡항은 경상북도 영덕군 병곡면 병곡리에 있는 어항이다. 1973년 10월 16일 지방어항으로 지정하여 관리하고 있다. 시설관리자는 영덕군수이다.

## 어항 구역
본 항의 어항구역은 다음과 같다.
- 수역: 동방파제 시점에서 정동으로 100m 나간 후 정남으로 300m, 이점에서 정서로 360m지점에서 굴곡하여 정북으로 육지와 연결한 선으로 형성된 공유수면

## 어항 시설
- 동방파제 244m, 방사제 100m

## 개발 계획
- 동방파제 304m, 방사제 245m, 익제 40m, 물양장 65m, 호안 9m

## 주요 어종
- 가자미, 오징어, 꽁치, 전복, 해삼, 대게, 미역